# HD 182761
HD 182761，又名BD+19 4009，SAO 87186、HR 7384，是一颗恒星，视星等为6.31，位于銀經54.75，銀緯2，其B1900.0坐标为赤經19h 21m 0.9s，赤緯+20° 2′ 28″。